# Yalobusha
Yalobusha – rzeka o długości około 266 km w stanie Missisipi w Stanach Zjednoczonych. Jej źródło znajduje się w hrabstwie Chickasaw, na północ od Houston. W hrabstwie Grenada znajduje się wybudowana przez Korpus Inżynieryjny Armii Stanów Zjednoczonych w 1947 roku zapora. Tworzy ona Grenada Lake, do którego uchodzi też główny dopływ Yalobushy – Skuna. Rzeka łączy się z Tallahatchie na północ od Greenwood, tworząc Yazoo, uchodzącą do Missisipi.
Nazwa rzeki wzięła się z pochodzącego z języka Czoktawów słowa yalooboshi, oznaczającego „małą kijankę” (yalooba – kijanka, zdrabniająca końcówka -ushi). Nim zapis nazwy został uregulowany w 1892 roku, występowała wariantowa pisownia Yallabusha i Yellowbushy River.

## Źródła
- Yalobusha River, [w:] Encyclopædia Britannica [dostęp 2022-10-05] (ang.).